# 유불식 (포령절후)
유불식(劉不識, ? ~ ?)은 전한 말기의 제후로, 청하강왕의 손자이다.

## 행적
원연 3년(기원전 10년), 형 유추를 끝으로 폐지되었던 포령후(蒲領侯) 작위를 이어받았다.
시호를 절이라 하였고, 작위는 아들 유경이 이었다.

## 출전
- 반고, 《한서》 권15하 왕자후표 下

| 선대 형 포령애후 유추 | 전한의 포령후 기원전 10년 ~ ? | 후대 아들 유경 |